# Азотний тетраоксид
Те́трокси́д діазо́ту, азо́тний тетрокси́д (АТ, «аміл») — неорганічна сполука складу N2O4. Тетроксид утворюється при зрідженні та наступній димеризації оксиду NO2.
Являє собою жовтувато-коричневу летку рідину з їдким запахом; колір зумовлений домішкою діоксиду азоту. Температура кипіння при атмосферному тиску становить 21,15 °C, кристалізації −11 °С. Кристали при температурах нижче −12 °С безбарвні.

## Хімічні властивості
За нормальних умов тетроксид азоту перебуває в рівновазі з діоксидом азоту:
{\displaystyle \mathrm {N_{2}O_{4}\rightleftarrows 2NO_{2}} }; ΔH>O
При нагріванні повністю дисоціює до діоксиду азоту. Склад суміші залежить від температури і тиску. Зі зростанням температури рівновага зміщується до діоксиду азоту — окисник набуває бурого кольору. При зростанні тиску при постійній температурі ступінь дисоціації N2O4 зменшується, практично повністю дисоціює при 140 °C.
Реагує з водою утворюючи суміш нітратної і нітритної кислот:
{\displaystyle \mathrm {2NO_{2}+H_{2}O\rightarrow HNO_{3}+HNO_{2}} }
Сильний окисник, високотоксичний і корозійний. Суміші з органічними речовинами вибухонебезпечні.

## Використання
Широко використовується в ракетній техніці як висококиплячий (некріогенний) окисник ракетного палива.
У ракетних двигунах використовується в парі з паливами на основі похідних гідразину (метилгідразином, несиметричним диметилгідразином).
Раніше використовувався розчиненим у нітратій кислоті, через високу температуру переходу в твердий стан. Зокрема, в українських РН «Циклон»; російських «Космос», (у вигляді АК-27І), «Протон»; американських — родини «Титан»; французьких — родини «Аріан»; в рушійних установках пілотованих кораблів, супутників, орбітальних і міжпланетних станцій. Другий за частотою використання окисник палива після рідкого кисню.
У парі з алкілгідразинами утворює паливну пару, що самозаймається, з періодом затримки запалювання близько 0,003 с.

## Зберігання
У резервуарах з легованої сталі або алюмінію об'ємом до 100 м³. Резервуари обладнують зливно-наливними трубами, запобіжними клапанами, манометрами і рівнемірами. Оскільки інтервал рідкого стану (262–294,3 °К) дуже малий, резервуари розміщують в заглиблених приміщеннях, де підтримується температура 268…288 К.
Особливістю зберігання є насичення компоненту азотом або повітрям і підтримання в резервуарі підвищеного тиску 0,15—0,22 МПа, для запобігання потрапляння в окисник з атмосфери вологи і забруднюючих речовин, а також для зменшення часу насичення газами при заправці ампульованих ракет. Заправлені ракети також перебувають під трохи вищим тиском, щоб уникнути кавітації в турбонасосному агрегаті (ТНА) при роботі рушійної установки.

## Транспортування
Для транспортування використовуються спеціальні цистерни з ізоляцією і системою трубопроводів, в яку залежно від температури зовнішнього повітря подають теплу воду або охолоджувальний розчин.
Транспортується під надлишковим тиском 0,1—0,15 МПа. Використовуються залізничні цистерни ємністю близько 40 м³, автоцистерни — 30—60 м³. Залізничні й автомобільні цистерни обладнані зливно-наливними трубами, запобіжними клапанами, манометрами і рівнемірами.